# Herbert Maxwell (Ritter)
Sir Herbert (de) Maxwell (* vor 1365; † vor 20. Oktober 1420) war ein schottischer Ritter und Burgherr von Caerlaverock Castle.

## Leben
Er war der Sohn und Erbe von Sir Robert de Maxwell, of Caerlaverock, vom Clan Maxwell.
Er stand der Familie Douglas nahe, mit der er in mütterlicher Linie verwandt war. Archibald Douglas, 4. Earl of Douglas nennt ihn seinen Cousin. Ebendieser Earl war im September 1402 in englische Gefangenschaft geraten und sollte im April 1406 auf Vermittlung des schottischen Regenten, des 1. Duke of Albany, wieder freigelassen werden. Sir Herbert und andere wurden im Zusammenhang mit dieser Freilassung nach London gesandt, um als Geiseln die Einhaltung der vereinbarten Lösegeldzahlungen zu garantieren. Im März 1407 konnte er nach Schottland zurückkehren. Nachdem der 4. Earl of Douglas 1409 die feudale Baronie Annandale erworben hatte, machte er Sir Herbert mit Urkunde vom 8. Februar 1410 zum erblichen Steward of Annandale (lat. senescallus Annandie). In derselben Urkunde wird Sir Herbert erstmals als Herr von Caerlaverock bezeichnet, was darlegt, dass er beim zwischenzeitlichen Tod seines Vaters dessen Ländereien einschließlich dieser Burg geerbt hatte. Im November 1413 hielt sich Sir Herbert erneut als Geisel zur Sicherung der Lösegeldzahlungen für den 4. Earl of Douglas in London auf.
Um 1385 hatte er Katherine Stewart, eine Tochter des John Stewart of Dalswinton, geheiratet. Mit ihr hatte er drei Kinder:
- Jane Maxwell, ⚭ William Douglas, of Drumlanrig († 1458)
- Herbert Maxwell, 1. Lord Maxwell († um 1454), ⚭ I) N.N. Herries, ⚭ II) Catherine Seton
- Aymer de Maxwell († 1456), ⚭ Janet of Kirkconnel

Er starb im Jahr 1420, spätestens im Oktober, als sein Sohn Herbert mit Urkunde vom 20. Oktober als sein Erbe mit seinen Ländereien in „Meikle Dripps“ belehnt wurde. Sein Sohn Herbert, der ihm auch als Steward of Annandale nachfolgte, sollte 1445 als Lord Maxwell zum Peer erhoben werden.